# Neoperla furcifera
Neoperla furcifera är en bäcksländeart som beskrevs av František Klapálek 1909. Neoperla furcifera ingår i släktet Neoperla och familjen jättebäcksländor. Inga underarter finns listade i Catalogue of Life.